# Znak Vestfálského království

Znak Vestfálského království

Znak Vestfálského království pochází z návrhu francouzského ministra zahraničí Charlese de Talleyrand-Périgord. 

## Znak
Znak samotný se skládá ze štítu, složeného ze znaků území, které byly inkorpovány do Vestfálského království. Tento štít leží na hermelínovém pláští, který je ozdoben zlatými včelami a královskou korunou. Pod štítem leží Řád vestfálské koruny (vpravo) a Řád čestné legie (vlevo), dále pak dvě zkřížené žezla. Nad štítem leží Napoleonova hvězda.

## Štít
Středový štítek
Na středovém štítku je zlatá vlevo hledící orlice držící zlatý blesk na modrém poli. Jednalo se o znak Francouzského císařství, jeho inkorporace do vestfálského znaku dávala najevo vazalský poměr Vestfálska k Francii.
Pravé horní pole
V pravém horním poli se nachází stříbrný kůň ve skoku v červeném poli (znak Hannoverského kurfiřtství). 
Levé horní pole
Levý horní je čtvrcený, ve středovém štítku se nachází červenostříbrně pruhovaný korunovaný lev ve skoku na modrém poli (Hesensko), v pravém horním poli dva zlatí kráčející lvi nad sebou v červeném poli (hrabství Diez), v levém horním pak stříbrná šesticípá hvězda na černé hlavě štítu ve zlatém poli (hrabství Ziegenhain), v pravém dolním dvě stříbrné šesticípé hvězdy vedle sebe na černé hlavě štítu ve zlatém poli (hrabství Nidda) a v levém dolním červený levhart ve skoku s modrou zbrojí na zlatém poli (hrabství Katzenelnbogen). 
Pravé dolní pole
Pravé dolní pole znaku je vyplněno stříbrnočerveným štenýřem se středovým štítkem, na němž je zobrazen červený lev ve skoku ve zlatém poli. Tento nově vytvořený znak měl znázorňovat území kolem Magdeburku.
Levé dolní pole
Levé dolní pole je opět čtvrceno. V jeho pravém horním poli jsou dva zlatí kráčející levharti nad sebou v červeném poli (Brunšvicko), v levém horním pak červený korunovaný lev ve skoku ve zlatém poli (Diepholz). V pravém dolním poli je modrý lev ve skoku na zlatém poli pokrytém červenými srdci (Lüneburg) a v levém dolním zlatý lev ve skoku na červeném poli (Lauterburg).

## Galerie

Hannoverský znak
Hesenský znak
Znak Brunšvicka-Lüneburska
Znak Francouzského císařství
Znak hrabství Katzenelnbogen